# En Chacewa
En Chacewa (hebr.: עין חצבה) – moszaw położony w samorządzie regionu Tamar, w Dystrykcie Południowym, w Izraelu.

## Historia
Moszaw został założony w 1960.

## Gospodarka
Gospodarka moszawu opiera się na rolnictwie.